# Автономний порт Абіджана
Автономний порт Абіджана — торговий порт у Трейчвіллі, одного з районів Абіджана, розташованого на півдні міста. Це перевалкове та інтермодальне підприємство, яке управляється як державне промислове та комерційне підприємство, генеральним директором є Хіен Сі.
Порт Абіджана відкрився в 1951 році після будівництва каналу Vridii, що дозволяє використовувати порт глибоководним судам. Це найважливіший порт у Західній Африці і другий за значимістю в Африці після порту Дурбан. Він робить основний внесок в економіку Кот-д'Івуару, і через нього також проходить більша частина зовнішньої торгівлі країн, що не мають виходу до моря, таких як Буркіна-Фасо, Малі, Нігер, Чад та Гвіне .
Порт відповідає вимогам ISPS. Він пропонує широкий спектр супутніх послуг, переробні та промислово переробні потужності. Провідними компаніями, що працюють у порту, є SDV-SAGA, компанія з експлуатації терміналів SETV Vridi, Sitarail та SIMAT.

## Історія
Узбережжя Кот-д'Івуару було важливим торговим центром з 15 століття, при цьому морські перевезення використовували океанські лагуни як відкриті рейди. Під час французького колоніального періоду були побудовані причали, перші дві в Гран-Басамі у 1897 та 1923 роках, третя у Port-Bouët у 1931 році та четверта у Сасандрі у 1951 році.
Збільшення вантажопотоку та складність обробки великих неподільних вантажів призвели до планування створення глибоководного порту. Починаючи з 1892 року, Grand-Lahou, Гран-Басам, Сасандра та Бенжервіль були вивчені як можливі місця побудови. У 1898 році французька місія, до складу якої входили Charles François Maurice Houdaille, капітан Thomasset і Robert Wallace Crosson-Duplessis відвідала Кот-д'Івуар, щоб вибрати місце для порту, який також стане кінцевою точкою залізниці, що проектувалася (якою стала Chemin de Fer Abidjan-Niger). Серед факторів, що спонукали їх обрати Абіджан, були наявність прибережного каньйону і той факт, що Абіджан знаходився на найкоротшому шляху між Бамако та Атлантичним океаном.
Щоб створити порт, лагуну Ébrié передбачалося з'єднати з океаном, прорізавши бар'єрний острів у Port-Bouët. Ця спроба була зроблена в 1906-1907 роках, але усунення піщаних дюн і повені неодноразово зводили нанівець цю роботу. Після гідрологічних досліджень у Нідерландах проблему було вирішено будівництвом каналу Vridi, що було розпочато у 1935 році, призупинено під час Другої світової війни та завершено у 1950 році. Канал має довжину 2700 метрів (1,7 милі), ширину 370 метрів (1210 футів) та глибину 13,5 метрів (44 фути), що дозволяє використовувати порт глибоководним судам. Фінансування плану Маршалла допомогло сплатити за роботу. Порт Абіджана був офіційно відкритий 5 лютого 1951 Франсуа Міттераном, тодішнім міністром закордонних справ Франції. Згодом причали в Port-Bouët та Гран-Басам були закриті.
З 23 грудня 1992 року автономний порт Абіджана був юридично заснований як державна корпорація (фр. Société d'État).

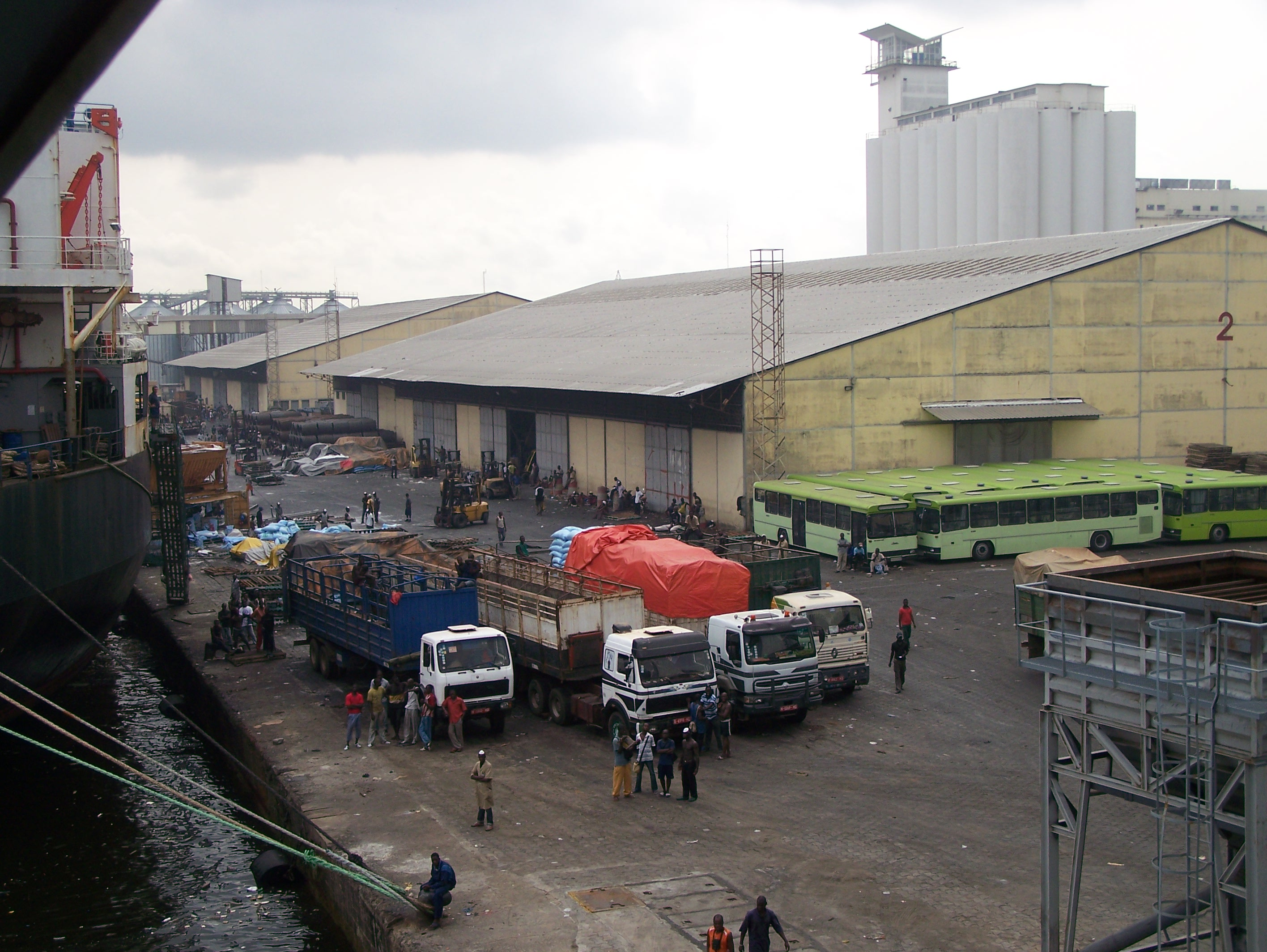
Причал та склади в порту Абіджана

## Економічна важливість
За даними Міністерства економіки та фінансів Кот-д'Івуару, трафік через порт становить 90% митних доходів Кот-д'Івуару та 60% доходів країни. Через порт проходить 70% ВВП Кот-д'Івуару, ним користуються 65% промислових підприємств країни, що становить 50 тисяч залежних від нього чоловік. 70% зовнішньої торгівлі африканських країн, що не мають виходу до моря, таких як Буркіна-Фасо, Малі, Нігер, Чад та Гвінея, також проходить через цей порт.
У 1962 року вантажооборот через порт досяг 1,2 мільйона тонн, 2002 року він становив вже 16,309 мільйонів тонн, а у 2010 році вантажообіг склав 22 мільйони тонн. У 2013 році — 21,476 мільйонів тонн порівняно з 21,713 мільйонами тонн у 2012 році.  Щоб повернутися до рівнів 2000-х, у 2010-х роках було реалізовано проекти з розширення каналу Vridi, поглиблення порту та будівництва другого контейнерного терміналу. Порт також став важливим промисловим та виробничим центром.